# Stuart Jack
Stuart Duncan Macdonald Jack (8 de junho, 1949) é o governador das Ilhas Caymans desde 23 de novembro de 2005.